# Antonio Pizzocaro
Antonio Pizzocaro (Montecchio Maggiore, 26 settembre 1605 – Vicenza, 13 agosto 1680) è stato un architetto e ingegnere italiano, operante a Vicenza.

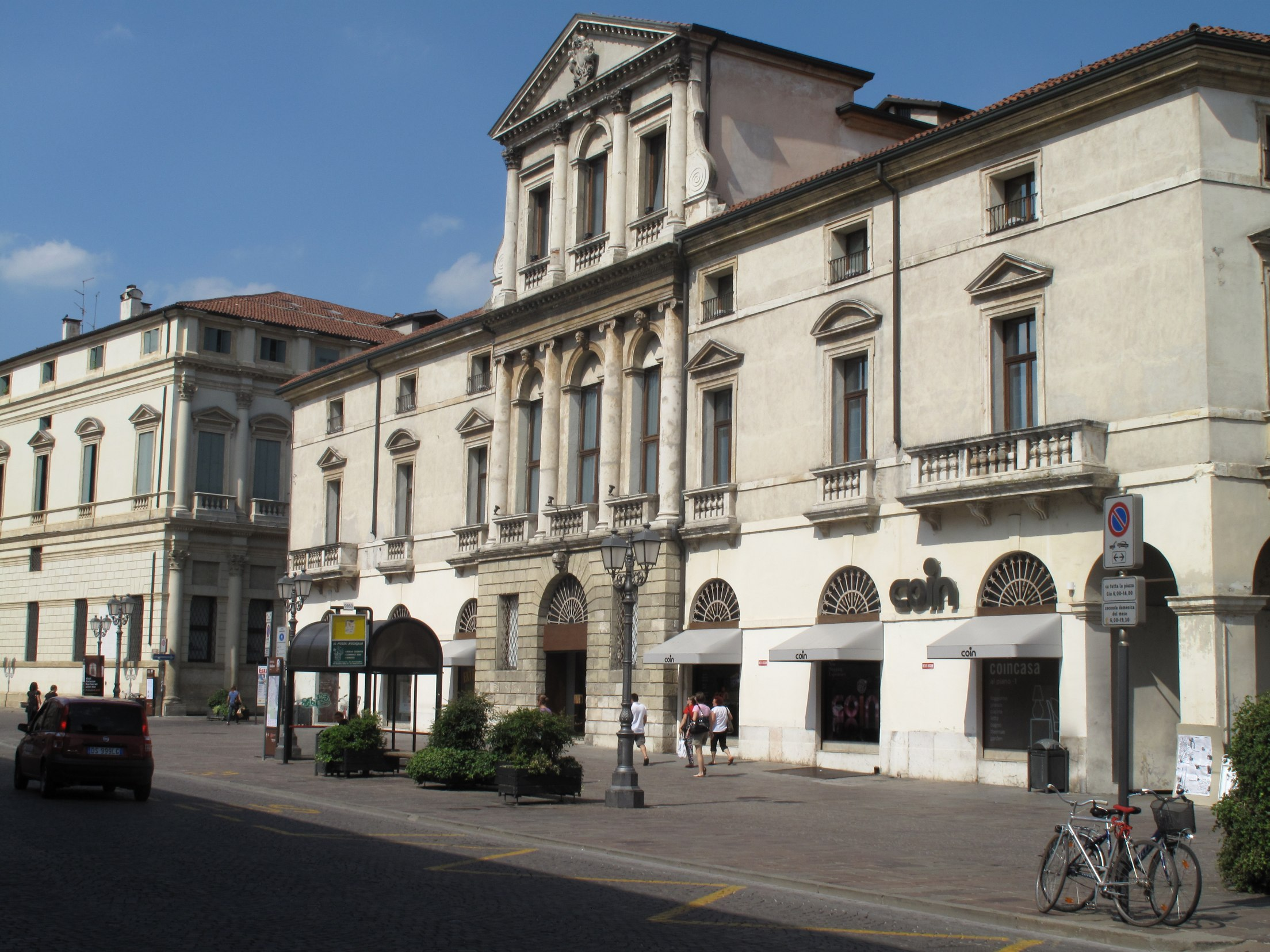
Palazzo Piovini, progettato da Antonio Pizzocaro (1658), Vicenza

Qui fu l'architetto protagonista del Seicento, che propose una immagine nuova della città, nello stesso tempo monumentale, aristocratica ma austera.

## Biografia
Dai documenti, la famiglia Pizzocaro appare di origine bresciana, da Lonato, dove originariamente assumeva il cognome Pizzocolo o Pizzocola, che ritroviamo nei primi documenti relativi al padre Battista dell'architetto. Non è pertanto da confondere con la famiglia Pizzocaro di origine vicentina, dedita all'arte dei marangoni (falegnami) dal primo Quattrocento alla metà del Cinquecento, con una propria bottega in Borgo Berga, con la quale il cognome venne uniformato ai primi del Seicento.

### Esordi
Quando nel 1625 Antonio, provenendo da Montecchio Maggiore, entrò nella fraglia cittadina dei muratori e scalpellini, venne accolto dall'allora gastaldo Giambattista Albanese. Nella fraglia entrò nella cerchia di questa famiglia - fu accanto a Girolamo Albanese quando questi progettò, dieci anni più tardi, la chiesetta della Rotonda - e dei Borella, progettisti ed esecutori questi ultimi del convento di San Giacomo.
Sposò Eugenia, figlia di Girolama Mirandola "arlevatrice in contrà dell'Isola", dalla quale ebbe la figlia Eleonora, che avrebbe dimostrato tanto affetto per il padre e ne avrebbe onorato la memoria edificando una chiesetta a Montecchio Maggiore, dove egli le lasciò un cospicuo patrimonio.
Negli anni trenta cominciò ad affermarsi come muraro et perito, e quindi, di fatto, come architetto. Tra i suoi primi lavori, chiesette sul modello collaudato dagli Albanese (come l'Oratorio del Gonfalone), facili da riprodurre, con facciate semplici e scarnificate.
Chiamato da Angelo Caldogno - che l'aveva conosciuto per una piccola ristrutturazione nella sua villa di Caldogno, dove aveva costruito due torrette in villa e barchesse, lavori semplici ma che gli avevano guadagnato la fiducia del committente - nel 1642 progettò l'Oratorio della Concezione - trasformato in abitazione privata intorno al 1840 e abbattuto al termine del primo decennio del Novecento - presso la chiesa di San Lorenzo.
Nel 1636 era diventato gastaldo della fraglia dei muratori e godeva di una certa stima da parte delle famiglie cittadine e dei religiosi - come le monache di Santa Maria Nova - che lo chiamavano per lavori di estimo e di riparazione di edifici, ma anche dei rettori cittadini, che gli affidarono il compito di erigere nel 1640 la colonna del Redentore in piazza dei Signori e si avvalsero dei suoi pareri nell'esecuzione di varie opere pubbliche, come il restauro del Teatro Olimpico nel 1646-50 e la costruzione del muro lungo il Bacchiglione nella zona di Araceli. Lavorò anche per la riparazione del ponte sul Tesina a Torri di Quartesolo.

### Maturità

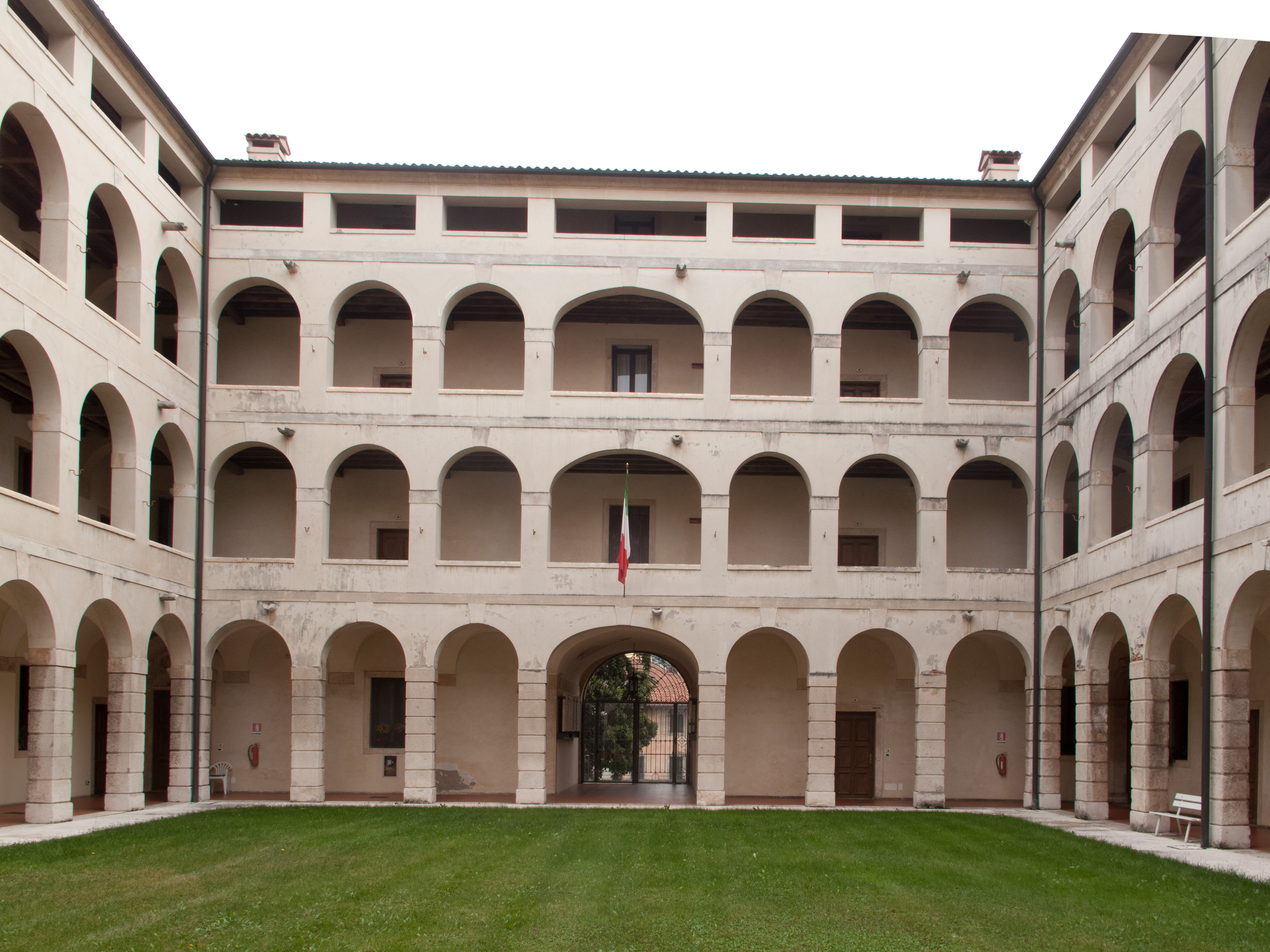
Ospizio dei Proti - Corte interna

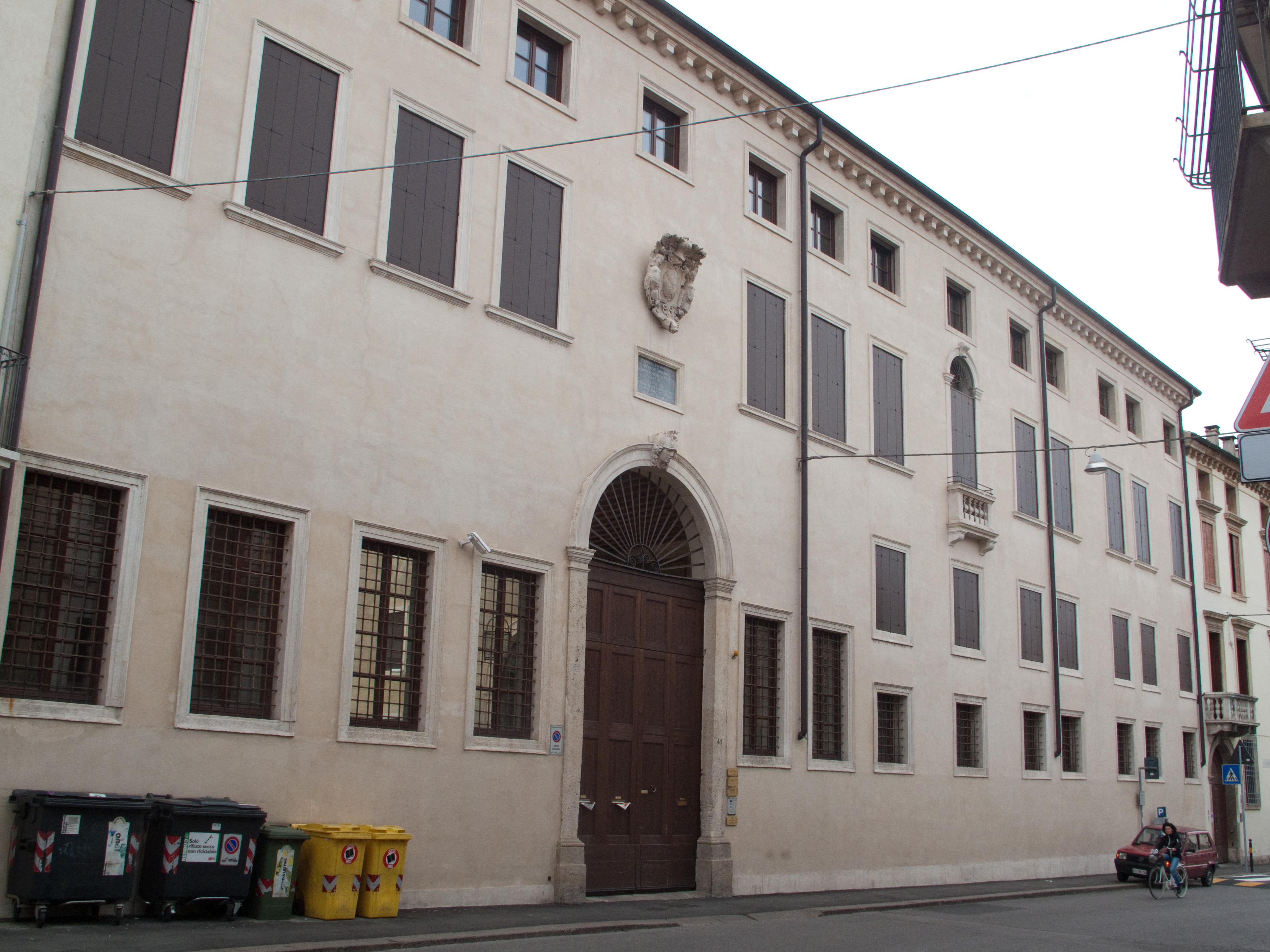
Palazzo Giustiniani Baggio, prospetto su contrà San Francesco

Antonio Pizzocaro venne ingaggiato come architetto dai governatori dell'ospizio e oratorio dei Proti, quando nel 1655 gli affidarono la ricostruzione e il potenziamento dell'edificio quattrocentesco, che nel 1606 era stato severamente colpito da un incendio. Con questo lavoro - la sua prima opera veramente importante in città - egli dimostrò tutta la sua capacità di corrispondere alle esigenze dei committenti e al momento storico. A metà del Seicento - un secolo di epidemie, carestie e recessione economica, molte erano le famiglie nobili decadute - rimaste prive della casa e dei beni, che avevano la necessità di essere accolte. Il rifacimento dell'ospizio venne progettato come austero e sobrio. La corte interna fu concepita in modo assolutamente moderno, dove tutto è razionale, funzionale ed essenziale, ma anche improntato al rispetto delle persone. Dietro ad ogni arco vi è un appartamento eguale per ogni famiglia - cui viene attribuita pari dignità - e lunghi corridoi conducono alle stanze. Insieme all'ospizio il Pizzocaro progettò anche l'oratorio, nello stile che avrebbe caratterizzato le sue molte chiese, con i tipici riquadri sopra i finestroni e l'oculo al centro della facciata.
Affermatosi ormai come architetto, ricevette numerosi altri incarichi.
Raffaele Giustiniani (figlio del condottiero Pompeo) gli affidò la costruzione del suo palazzo in Borgo Pusterla; ne risultò - siamo nel 1656 - un grande casamento che coniuga monumentalità e austerità: all'esterno una fredda facciata ad andamento curvilineo che segue la contrada, il cui modello di riferimento era il convento dei santi Filippo e Giacomo costruito dai Borella; il cortile interno che si affaccia sul parco riprende il motivo del palladiano palazzo Valmarana, ma viene preceduto da un altissimo portone e un altrettanto monumentale colonnato. All'austerità degli esterni, peraltro, facevano riscontro degli interni riccamente decorati.
Nel 1658, su incarico della famiglia foresta dei Piovini mise insieme corpi di fabbrica preesistenti (tra cui il palladiano palazzetto Capra) unificando la facciata verso piazza Castello; qui egli si ispirò allo stile severo di Vincenzo Scamozzi, che di fronte aveva realizzato il palazzo Thiene Bonin Longare, ma vi aggiunse un elemento nuovo, un frontone che svetta in alto, affiancato da timide volute secondo lo stile di Baldassarre Longhena, il principale architetto del barocco veneziano.
Contemporaneamente, accettò anche ruoli esecutivi. Nel 1656 aveva steso un progetto per la costruzione delle nuove carceri che dovevano essere costruite in piazza delle Erbe, addossate tra la Basilica e la torre del Tormento. Gli fu preferito il progetto di Baldassarre Longhena, che godeva di molto prestigio a Venezia ma comunque il Pizzocaro, molto sensibile alla remunerazione, accettò di realizzare l'edificio.
Nel 1661 assunse la sovraintendenza alla fabbrica del palazzo Trissino Baston, che ultimò in sostanziale fedeltà al progetto scamozziamo, con la collaborazione di Carlo e Giacomo Borella e di prestigiosi artisti forestieri, in prevalenza lombardi, in particolare per gli stucchi. Egli però non eseguì il previsto frontone che, coronando il palazzo, ne avrebbe fatto esaltare la collocazione nel punto più elevato della città.
Nel 1664 costruì la scala interna alla Biblioteca civica Bertoliana vecchia, in contrà del Monte, con brevi rampe in galleria. Nello stesso anno iniziò a Villaverla la costruzione della villa Ghellini, famiglia per la quale - tre decenni più tardi - avrebbe progettato anche il palazzo di città.
Lavorando a San Lorenzo, frequentata da aristocratici, si era fatto conoscere anche dalla famiglia Piovene, che vi aveva un altare. Così i tre fratelli Agostino, Antonio e Giovanni, figli di Lelio Piovene defunto da poco, si erano rivolti a lui ancora nel 1645 per realizzare una chiesetta presso la loro modesta residenza di Castelgomberto. Contenti del lavoro, gli fecero ristrutturare anche la villa, iniziata nel 1656 e ultimata dieci anni dopo, costruita secondo prototipi palladiani ma molto semplificati, con finestre classiche munite di frontone ma accostate alle lesene. Nello spazio davanti alla facciata venne creato uno splendido giardino all'italiana, al quale facevano da cornice alcuni pregevoli gruppi scultorei di soggetto biblico e classico, attribuiti alla bottega dei Marinali. All'interno sono ancora conservati arredamenti d'epoca e pregevoli dipinti.

### Vecchiaia

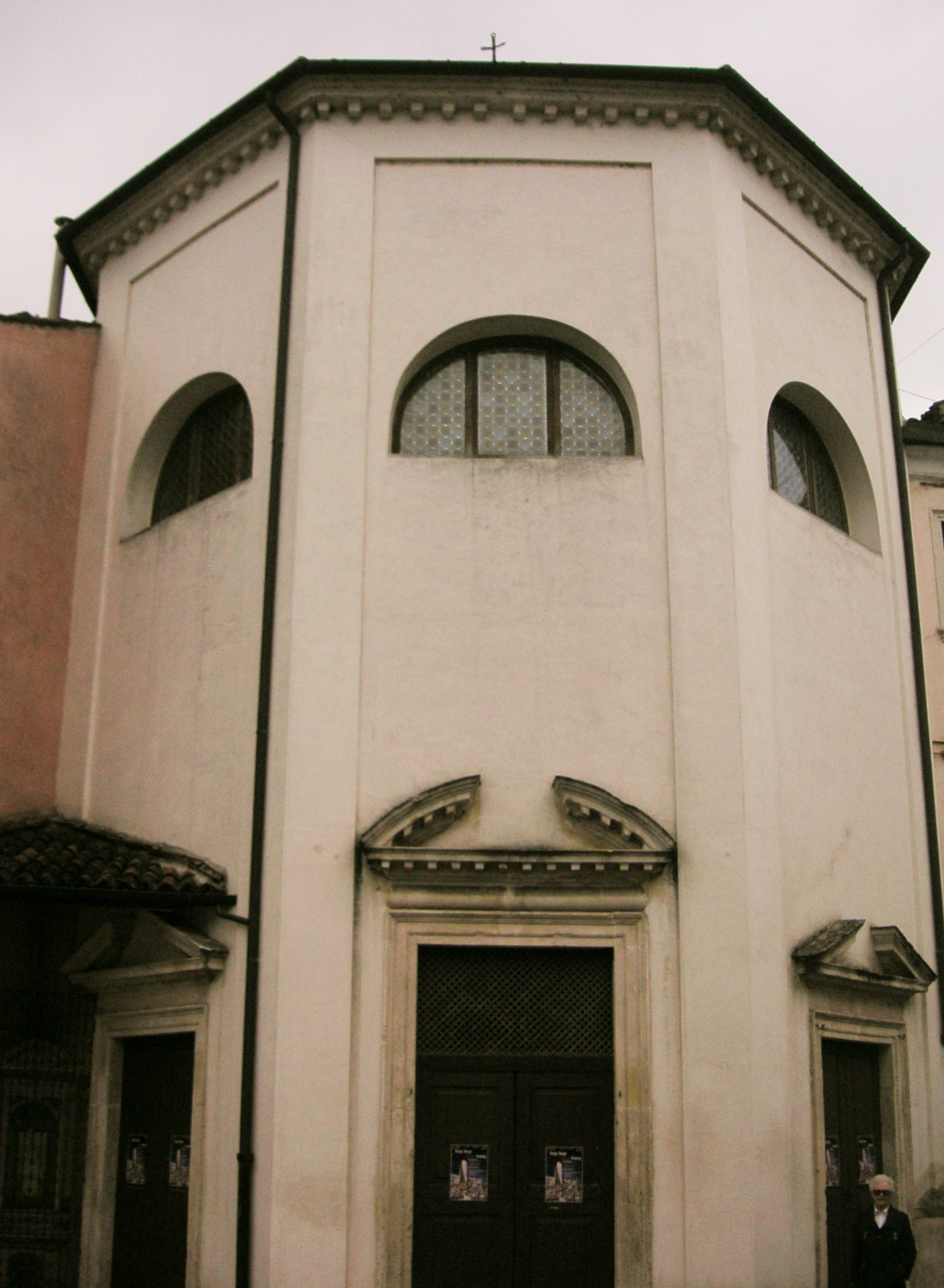
Oratorio delle Zitelle

Negli anni settanta il Pizzocaro costruì anche grandi chiese, come quella di San Giuliano - chiamato da Giovanni Piovene - e quella Santa Caterina, finanziata dal giureconsulto Giovanni Maria Bertolo, che gli commissionò anche l'Oratorio delle Zitelle - quest'ultimo a pianta centrale, ispirato alla scamozziana villa Pisani di Lonigo - edifici situati entrambi in Borgo Berga a Vicenza. Vista la munificenza del nobile vicentino verso gli Eremitani di San Michele, non è escluso che il Pizzocaro abbia contribuito anche al radicale rinnovamento dell'Oratorio di San Nicola da Tolentino.
Antonio Pizzocaro morì Il 13 agosto 1680. Piuttosto sensibile al denaro, in vita egli aveva notevolmente aumentato i propri possedimenti a Montecchio Maggiore e a Saviabona, proprietà che lasciò all'unica figlia ed erede, Eleonora. Quarant'anni dopo la sua morte, per onorare la memoria del padre essa fece costruire a Montecchio Maggiore la chiesetta dedicata a Sant'Antonio da Padova, oggi cappella privata della villa Cordellina-Lombardi.
"Grande impresario e mente direttiva dell'architettura seicentesca vicentina" - così lo definisce il Barbieri - "Antonio Pizzocaro fu l'indiscusso protagonista di quella Vicenza in grigio dal fascino austero ma non priva, tuttavia, di qualche lucida impennata".

## Opere

### Edifici civili
- Palazzo Piovini Beltrame, Vicenza (1656-58)
- Palazzo Giustiniani Baggio, Vicenza (1656)
- Ospizio dei Proti, Vicenza - ricostruito da Pizzocaro nel 1658
- Completamento di Palazzo Trissino Baston (prospetto e cortile, del 1662), progettato da Vincenzo Scamozzi

### Edifici religiosi

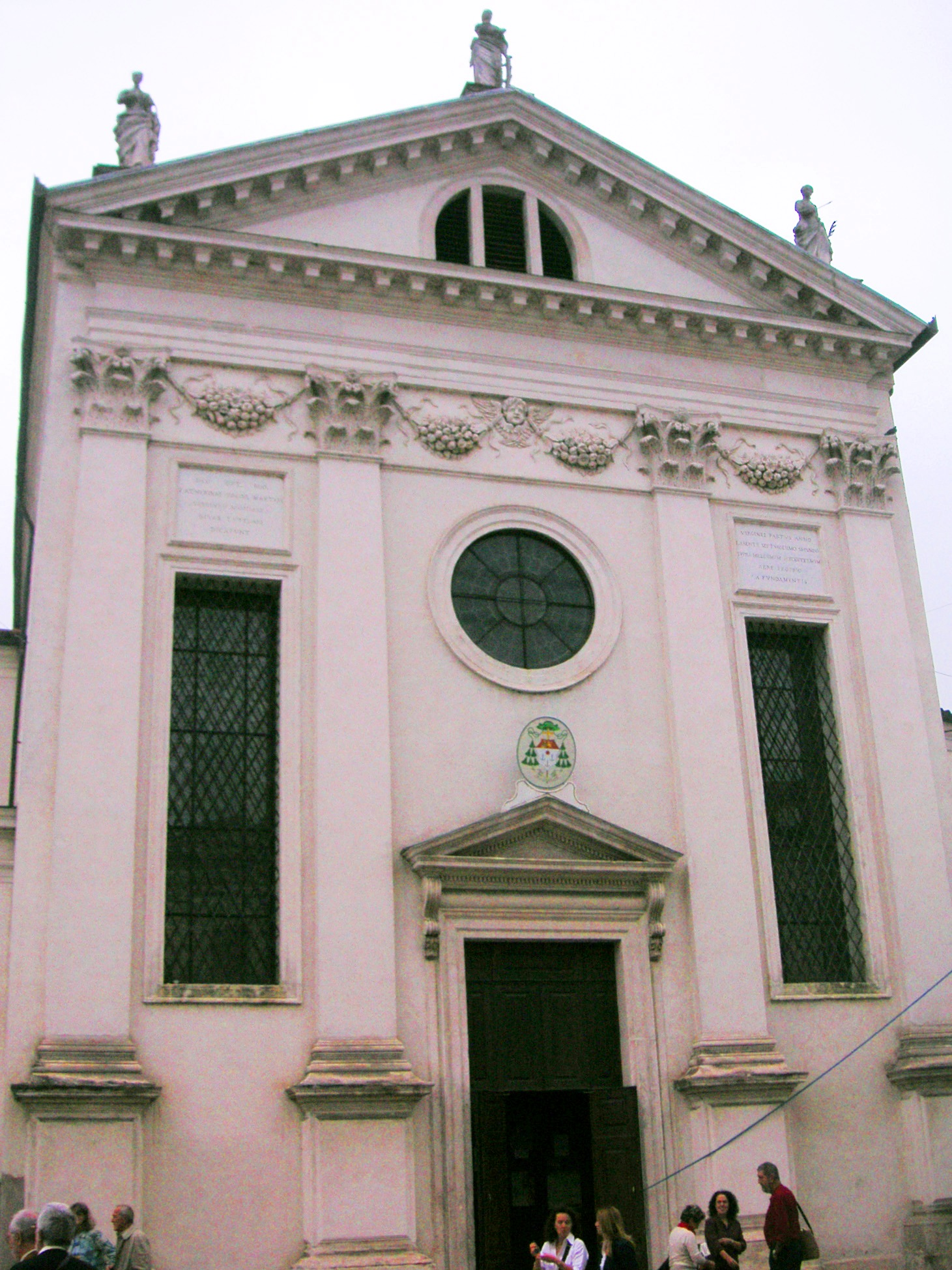
Facciata della chiesa di Santa Caterina

- Oratorio di San Nicola da Tolentino, Vicenza (1676, attribuito)
- Chiesa di San Giuliano, Vicenza (1666-94)
- Chiesa di Santa Caterina (1672), Borgo Berga, Vicenza
- Oratorio delle Zitelle (1647), Borgo Berga, Vicenza
- Chiesa di San Gaetano, Novoledo di Villaverla (Vicenza)
- Oratorio della Concezione (1642), Vicenza (distrutto)
- Chiesetta Piovene (1645), Castelgomberto

### Ville
- Villa Beregan Cunico, (1639), Thiene (con dubbio)
- Villa Ghellini (1664-79, incompiuta), Villaverla[17][18]
- Scale nel prospetto posteriore della palazzina e barchesse di Villa Caldogno, Caldogno
- Villa Piovene (1656-66), Castelgomberto
- Villa Franzan (1666 circa), Sarcedo